# Mordellistena pilosella
Mordellistena pilosella es una especie de coleóptero de la familia Mordellidae.

## Distribución geográfica
Habita en Arizona (Estados Unidos).